# Liars (Liars)

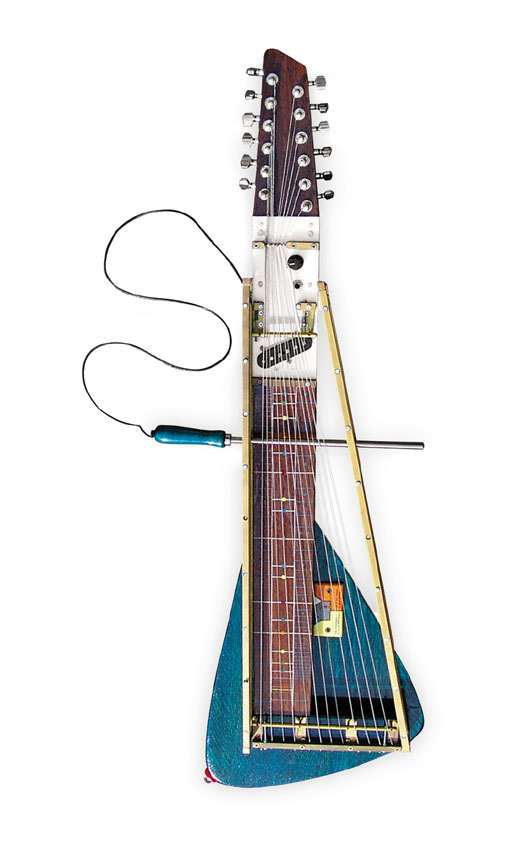
Moodswinger, Leather Prowler

Liars è l'album omonimo del gruppo statunitense Liars, pubblicato nel 2007.

## Tracce
1. Plaster Casts of Everything – 3:56
2. Houseclouds – 3:21
3. Leather Prowler – 4:25
4. Sailing to Byzantium – 4:02
5. What Would They Know – 3:11
6. Cycle Time – 2:16
7. Freak Out – 2:30
8. Pure Unevil – 3:52
9. Clear Island – 2:38
10. The Dumb in the Rain – 4:21
11. Protection – 4:30